# Panzeria laevigata
Panzeria laevigata là một loài ruồi trong họ Tachinidae.